# Meliphaga albilineata
El mielero listado (Meliphaga albilineata) es una especie de ave paseriforme de la familia Meliphagidae endémica del norte de Australia. Anteriormente se consideraba conespecífico del mielero de Kimberley. Su hábitat natural son los bosques húmedos tropicales.

## Descripción
El mielero listado mide entre 17 y 20,5 cm de largo. El plumaje de sus partes superiores es de color gris, y el de las partes inferiores es blanquecino, con tonos anteado amarillento en el vientre, costados y las coberteras de la parte inferior de las alas y un con ligero veteado gris en el pecho. Sus ojos son grises, y su pico negro es relativamente largo y curvado hacia abajo. Presenta una lista blanca bajo los ojos que contrasta con unas anchas bigoteras negruzcas y termina en una mancha amarilla en el lorum. El mielero listado presenta un aspecto similar al del mielero de Kimberley, pero se distingue de él por el color amarillento de los bordes de las plumas de vuelo, y tener tonos anteado amarillentos en su vientre, costados y coberteras inferiores de las alas.